# Parastetha
Parastetha là một chi bọ cánh cứng trong họ Chrysomelidae.
Chi này được miêu tả khoa học năm 1879 bởi Baly.

## Các loài
Chi này gồm các loài:
- Parastetha nigricornis Baly, 1879